# Oliver Queen (Arrow)
Oliver Queen nhân vật hư cấu xuất hiện trong loạt phim truyền hình Arrow, dựa trên nhân vật siêu anh hùng Green Arrow do DC Comics xuất bản. Nhân vật do Mort Weisinger và George Papp tạo ra, được Greg Berlanti, Marc Guggenheim và Andrew Kreisberg chuyển thể thành phim truyền hình vào năm 2012. Oliver Queen do Stephen Amell thủ vai, là nhân vật thứ hai được chuyển thế thành loạt phim truyền hình live-action; lần đầu tiên trong loạt phim Thị trấn Smallville do Justin Hartley thủ vai.